# Prodesmodora minuta
Prodesmodora minuta är en rundmaskart som beskrevs av W. Schneider 1937. Prodesmodora minuta ingår i släktet Prodesmodora, och familjen Microlaimidae. Inga underarter finns listade.